# Wolfram Reiss
Wolfram Reiss (* 28. Juni 1959 in Ludwigshafen am Rhein) ist deutscher evangelischer Pfarrer und Religionswissenschafter und lehrt seit 2007 an der Evangelisch-Theologischen Fakultät der Universität Wien.

## Leben
Reiss wuchs in Frankenthal in der Pfalz auf. Er studierte von 1978 bis 1986 Evangelische Theologie und Semitistik/Islamwissenschaft in Kiel, Berlin und Heidelberg sowie Judaistik an der Hebräischen Universität Jerusalem von 1981 bis 1983.
Nach dem Vikariat in Darmstadt und einem Feldforschungsaufenthalt in Kairo (1988–1989) arbeitete er als Pfarrer im Elisabethenstift Darmstadt. Von 1990 bis 1996 leitete er das Studienkolleg für Orthodoxe Stipendiaten der EKD in Erlangen. Er promovierte 1996 mit einer Arbeit über die Erneuerung in der Koptisch-Orthodoxen Kirche und war anschließend bis 2001 Pfarrer der evangelischen Johannesgemeinde und Lehrer der Ludwig-Erk-Schule in Langen (Hessen).
2001 bis 2005 arbeitete er in einem gemeinsamen Forschungsprojekt der Universität Erlangen-Nürnberg und der Universität Rostock mit und verfasste eine Habilitationsschrift zum Thema Die Darstellung des Christentums in ägyptischen Schulbüchern. Von 2005 bis 2007 war er Privatdozent für Religionswissenschaft an der Universität Rostock. Gleichzeitig war er als evangelischer Gefängnisseelsorger an der Justizvollzugsanstalt Diez tätig. Seit 2007 ist er Univ.-Prof. für Religionswissenschaft an der Evangelisch-Theologischen Fakultät der Universität Wien.
Seine Schwerpunkte in Forschung und Lehre sind die drei monotheistischen Religionen des Nahen Ostens: Islam, orientalisches Christentum und Judentum. Wissenschaftstheoretisch setzt er sich für die anwendungsorientierte Religionswissenschaft als ergänzendes Fach neben der historischen und systematisch-vergleichenden Religionswissenschaft ein.
Mit Ende September 2024 trat er in seinen Ruhestand über. Seine Abschiedsvorlesung trug den Titel „Interkulturelle und Interreligiöse Begegnungen als Basis für religionswissenschaftliche und berufliche Expertise“.

## Schriften
- Erneuerung in der Koptisch-Orthodoxen Kirche (= Studien zur Orientalischen Kirchengeschichte. Band 5). Hamburg 1998, ISBN 3-8258-3423-9.
- Die Darstellung des Christentums in Schulbüchern islamisch geprägter Länder. Band 1: Ägypten und Palästina. Bearbeitet von Wolfram Reiss, herausgegeben von Klaus Hock und Johannes Lähnemann. Hamburg-Schenefeld 2005, ISBN 3-936912-27-0.
- Schulbuchforschung im Dialog. Die Darstellung des Christentums in Schulbüchern islamisch geprägter Länder. Herausgegeben von Klaus Hock, Johannes Lähnemann und Wolfram Reiss. Frankfurt 2006, ISBN 978-3-87476-493-3 (= Beiheft der Zeitschrift für Mission 5).